# Selasari (Kawali)
Selasari is een bestuurslaag in het regentschap Ciamis van de provincie West-Java, Indonesië. Selasari telt 2260 inwoners (volkstelling 2010).